# Ritratto di scultore
Ritratto di scultore (Juan Martínez Montañés?) è un dipinto a olio su tela (109x107 cm) realizzato tra il 1635 ed il 1636 dal pittore Diego Velázquez. È conservato nel Museo del Prado.
L'identità del soggetto di questo ritratto e la datazione sono ancora oggetto di dibattito.